# Макромолекула вугілля

Фрагмент макромолекули вугілля.

Макромолекула вугілля — умовна назва елементу вугільної речовини на молекулярному (надмолекулярному) рівні — аналогічно до молекул, які структурно включають полімери.
Структура макромолекули вугілля залежить від стадії вуглефікації.
Для макромолекули малометаморфізованого вугілля характерний значний вміст аліфатичних ланцюжків «зшиваючих» пачки ароматичних ядер. У внутрішніх фрагментах структури цього вугілля і в бічних ланцюгах міститься велика кількість кисеньвміщаючих груп. Кисень гідроксильних груп, розташовуючись компланарно ароматичному ядру, забезпечує асоціацію ароматичних ядер у жорсткі групи що утворюють плоскі шари. Взаємодія між шарами призводить до утворення пачок паралельних шарів розташованих на відстані що визначається розмірами «зшиваючих» радикалів.
З ростом стадії метаморфізму вугілля зменшується довжина «зшиваючих» аліфатичних ланцюжків і концентрація функціональних груп, зростає ароматичність вугілля.
Антрацити являють собою практично повністю сконденсовану тримірну полісполучену структуру з мінімальним вмістом водню i гетероатомів. Аліфатичні фрагменти, функціональні групи і вільні радикали зберігаються тільки в областях дислокацій.